# هافوك (مارفل)
هافوك (بالإنجليزية: Havok)‏ وهو شخصية من شخصيات قصص إكس-من يستطيع إخراج الليزر من صدره.
اسمه الحقيقي هو أليكساندر «أليكس» سامرز (بالإنجليزية: Alexander "Alex" Summers)‏ وهو أخو سايكلوبس (بالإنجليزية: Cyclops)‏.

## وصلات خارجية
- هافوك في ويكي عالم مارفل